# Podłatczyn białoplamy
Podłatczyn białoplamy (Platycleis albopunctata) – europejski gatunek owada prostoskrzydłego z rodziny pasikonikowatych (Tettigoniidae).
Występuje w środowiskach suchych, ciepłych, nasłonecznionych – w Polsce na obszarze całego kraju, z wyjątkiem krain karpackich.
W obrębie tego gatunku wyróżniono do 10 podgatunków, w tym:
- Platycleis albopunctata albopunctata – podgatunek nominatywny, subatlantycki,
- Platycleis albopunctata grisea – o zasięgu występowania przesuniętym bardziej na wschód Europy, opisywany z Polski jako Platycleis grisea.